# Claude Klimek
Pour les articles homonymes, voir Klimek.
Claude Klimek est un footballeur français, né le 20 août 1956 à Mulhouse (Haut-Rhin). Il évolue au poste de gardien de but.

## Biographie
Claude Klimek commence le football à Staffelfelden près de Mulhouse. En 1972 il devient international scolaire et dispute un match amical à Highbury face à l'Angleterre. Pour l'occasion, les jeunes tricolores sont mis à l'honneur dans le quotidien Le Monde. Il est international juniors en décembre 1973 et la saison suivante.
Formé au CS Sedan Ardennes, il fait ses débuts en première division à 17 ans. Il joue ensuite au Red Star et au Stade rennais FC, avant de finir sa carrière professionnelle au Stade lavallois au début des années 1980.

## Carrière de joueur
- 1974-1977 :  CS Sedan-Ardennes
- 1977-1978 :  Red Star
- 1978-1981 :  Stade rennais
- 1981-1982 :  Stade lavallois[3]

- 1982-1984 :  SO Cholet
- 1984-1985 :  Sens

## Sources
- Coll., Football 74, Les Cahiers de l'Équipe, 1973, cf. page 93
- Coll., Football 79, Les Cahiers de l'Équipe, 1978, cf. page 156